# Qest automation
Qest automation je česká softwarová firma specializující se na vývoj webových a mobilních aplikací. Věnuje se i návrhu a testování informačních systémů, chytrých domů atd. Firmu podporuje startupový inkubátor UP21.